# Пивка
Пивка (словен. Pivka) је градић и управно средиште истоимене општине Пивка, која припада Приморско-нотрањској регији у Републици Словенији.
По попису становништва из 2011. године насеље Пивка имало је 2.088 становника.
До територијалне реорганизације у Словенији налазила се у саставу старе општине Постојна.